# 宮原 (宇都宮市)
宮原（みやはら）は栃木県宇都宮市の地名。現行行政町名では宮原一丁目・宮原三丁目・宮原四丁目・宮原五丁目が設定されている。郵便番号は320-0835（宇都宮中央郵便局管区）。
宮原二丁目は欠番となっている。これは住居表示実施済みの宮原一丁目・宮原三丁目・宮原四丁目・宮原五丁目と住居表示未実施の宮原町二丁目が共存していた時期があったためである。1979年（昭和54年）に宮原町二丁目は住居表示実施により別町名となり、以降現在まで二丁目の設定はない。

## 概要
宇都宮市南部の住宅街の一区域。宇都宮市街地の南西に位置しており、東から三丁目、一丁目、四丁目、五丁目の順に設置されている。北は日の出一丁目・二丁目、東は不動前三丁目・五丁目、南は陽南一丁目・四丁目および大和一丁目、西は弥生二丁目と接する。北には東武宇都宮線が、南にはJR日光線が通過しており、南宇都宮駅が利用圏内にある。
旧町名においては宮原町の一部であり、さらに宇都宮市への部分編入前は横川村大字江曽島の一部であった。旧宮原町は現在の宮原のほかに日の出や陽南の各地区を含んでおり、陽南四丁目にある宇都宮市宮原運動公園野球場などの名称はこの旧町名に由来している。また、陽南一丁目にあるSUBARU宇都宮製作所（旧中島飛行機）の敷地ももとは宮原町の所属であり、現在の宮原三丁目にはSUBARUの社宅がある。
「宮原」の名は大字江曽島時代の小字にちなむ。

## 歴史

### 沿革
- 1952年（昭和27年）4月1日：河内郡横川村大字江曽島の一部が宇都宮市に編入。宇都宮市宮原町一丁目・二丁目が成立。
- 1967年（昭和42年）9月30日 - 住居表示実施により、宇都宮市宮原町一丁目および陽南通二丁目・西原町・日出町一丁目・弥生町二丁目のそれぞれ一部が宮原一・三・四・五丁目となる[2]。同日宮原町一丁目は廃止。
- 1979年（昭和54年）10月1日 - 住居表示実施により宮原町二丁目が陽南一・二・三・四丁目となる[3]。同日宮原町二丁目は廃止。

### 町名の変遷
| 実施後     | 実施年月日                | 実施前（各町ともその一部）                       |
| ---------- | ------------------------- | ------------------------------------------------ |
| 宮原一丁目 | 1967年（昭和42年）9月30日 | 宮原町一丁目、日出町一丁目                       |
| 宮原三丁目 | 1967年（昭和42年）9月30日 | 宮原町一丁目、西原町                             |
| 宮原四丁目 | 1967年（昭和42年）9月30日 | 宮原町一丁目                                     |
| 宮原五丁目 | 1967年（昭和42年）9月30日 | 宮原町一丁目、陽南通二丁目、西原町、弥生町二丁目 |

## 世帯数と人口
2017年（平成29年）7月31日現在の世帯数と人口は以下の通りである。
| 丁目       | 世帯数  | 人口    |
| ---------- | ------- | ------- |
| 宮原一丁目 | 235世帯 | 521人   |
| 宮原三丁目 | 264世帯 | 561人   |
| 宮原四丁目 | 330世帯 | 722人   |
| 宮原五丁目 | 158世帯 | 306人   |
| 計         | 987世帯 | 2,110人 |

## 小・中学校の学区
市立小・中学校に通う場合の学区は以下の通りとなる。
| 町丁       | 小学校                 | 中学校                 |
| ---------- | ---------------------- | ---------------------- |
| 宮原一丁目 | 宇都宮市立宮の原小学校 | 宇都宮市立一条中学校   |
| 宮原三丁目 | 宇都宮市立宮の原小学校 | 宇都宮市立一条中学校   |
| 宮原四丁目 | 宇都宮市立宮の原小学校 | 宇都宮市立宮の原中学校 |
| 宮原五丁目 | 宇都宮市立宮の原小学校 | 宇都宮市立宮の原中学校 |

## 交通

### 鉄道
北に隣接する日の出一・二丁目の北側を東武宇都宮線が通過している。南宇都宮駅が利用できる。加えて南にはJR日光線が通過しているが、こちらには駅はない。

### 道路
- 宮の原通り：宮原一・三丁目と宮原四丁目の間を南北に通過。
- 宮原球場通り：陽南一・四丁目との境でもあるJR日光線のすぐ南側を通過している。

### 路線バス
宮原地内に路線バスは運行されていないが、近接する地域を通過する系統として以下のものがある。
- 関東バス
  - JR宇都宮駅 - 東武駅前 - 陽西通り - 文化会館前 - 南宇都宮 - 鶴田駅
    - 南宇都宮駅北の交差点にある「南宇都宮」バス停ほか、南宇都宮駅前通りにある各バス停を利用できる。

  - JR宇都宮駅 - 東武西口 - 一条 - 不動前 - 川田入口 - 県立がんセンター前 - 江曽島駅 - 西川田東 - 総合運動公園西（日中の便のみ）
  - JR宇都宮駅 - 東武西口 - 一条 - 不動前 - 川田入口 - 台新田 - 雀宮駅前 - 雀宮陸上自衛隊 - 石橋駅
    - 宮原一丁目・三丁目の東方を通過する国道119号（東京街道）上を通過する系統。利用できるバス停は「不動前」「栃木日産前」など。

  - 西原車庫 - 宇都宮東武 - JR宇都宮駅 - 宇大前 - ベルモール - 鐺山 - 石法寺 - 台町 - 真岡営業所
    - 「西原車庫」バス停が日の出1丁目東側の不動前通り沿いにあり、利用が可能。

昭和末期までは宮の原通り、宮原球場通りに陽西通り経由江曽島出張所線（行先番号40）が運行していて「宮の原小学校前」「富士重工北口」「宮原5丁目」の各バス停があった。

## 主な施設
- 宇都宮市立宮の原小学校（宮原四丁目）
- SUBARU宮原社宅（宮原三丁目）
- 城南児童公園（宮原四丁目）
- 宮原4号児童公園（宮原四丁目）
- 宮原5号児童公園（宮原四丁目）

### 現存しない施設
- 海星女子学院中等部・高等部（1972年、宇都宮海星女子学院中学校・高等学校に改称したが、2023年に男女共学化し、星の杜中学校・高等学校に改称）：1954年の設立時は宮原町一丁目（のちの宮原五丁目）に設置されていた。1971年、上籠谷町に移転。